# Laure Calamy

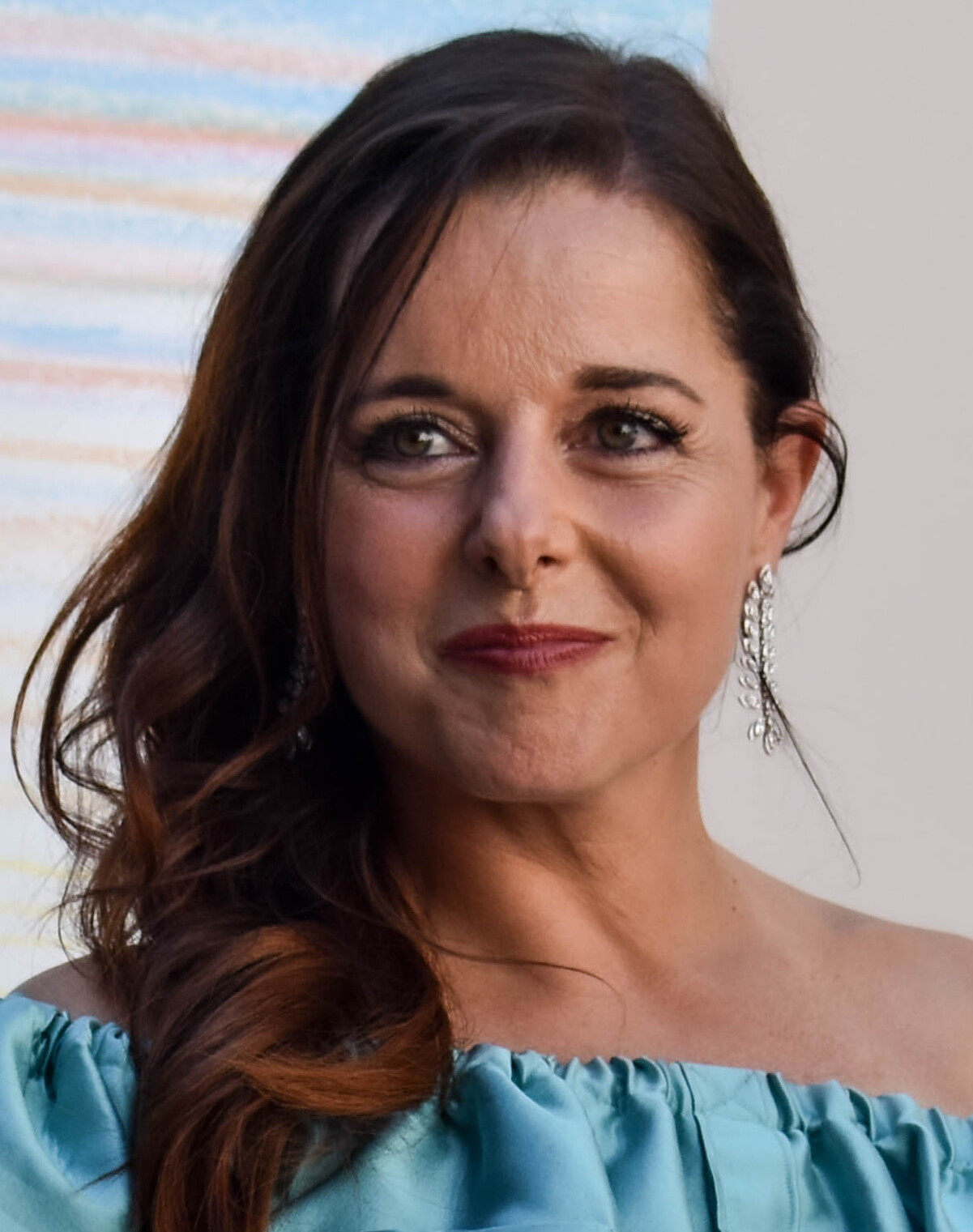
Laure Calamy (2024)

Laure Calamy (* 22. März 1975 in Orléans) ist eine französische Schauspielerin.

## Leben
Laure Calamy ist die Tochter eines Arztes und einer Psychologin. Nach ihrem Schulabschluss zog sie nach Paris, wo sie 2001 erfolgreich eine Schauspielausbildung am Conservatoire national supérieur d’art dramatique absolvierte. Noch im selben Jahr fand sie ein Theaterengagement in dem von Olivier Py inszenierten Theaterstück Au monde comme n’y étant pas. Nach weiteren Theaterstücken und Filmauftritten ist sie seit 2011 regelmäßig als Nebendarstellerin in französischen Filmproduktionen wie Der Nächste, bitte!, 9 mois ferme und Dieses Sommergefühl zu sehen. Für ihre Darstellung der Maud in dem von Léa Mysius inszenierten Liebesdrama Ava wurde sie bei der Verleihung des César 2018 mit einer Nominierung als beste Nebendarstellerin bedacht. In derselben Kategorie war sie erneut im Jahr 2020 für das Krimidrama Die Verschwundene nominiert. Ein Jahr später gewann sie ihren ersten César für ihre Hauptrolle in der Komödie Mein Liebhaber, der Esel & Ich (2020).

## Filmografie (Auswahl)
- 2009: Auf der Parkbank (Bancs publics)
- 2010: Den milde smerte
- 2011: Eine Welt ohne Frauen (Un monde sans femmes)
- 2012: Was von uns bleibt (Ce qu'il restera de nous, Kurzfilm)
- 2012: Der Nächste, bitte! (Un plan parfait)
- 2013: 9 mois ferme
- 2013: Toutes les belles choses (Kurzfilm)
- 2014: Wochenenden in der Normandie (Week-ends)
- 2014: French Women – Was Frauen wirklich wollen (Sous les jupes des filles)
- 2014: Alice und das Meer (Fidelio, L’odyssée d’Alice)
- 2014: Zouzou
- 2015: À trois on y va
- 2015: Im Gleichgewicht (En équilibre)
- 2015: Les cowboys
- 2015: Dieses Sommergefühl (Ce sentiment de l’été)
- 2015–2020: Call My Agent! (Dix pour cent) (Fernsehserie, 24 Folgen)
- 2016: Victoria – Männer & andere Missgeschicke (Victoria)
- 2016: Haltung bewahren! (Rester vertical)
- 2016: Die Grundschullehrerin (Primaire)
- 2016: Clitopraxis
- 2017: Madame Aurora und der Duft von Frühling (Aurore)
- 2017: Dolphin Moves
- 2017: Ava
- 2017: Verrückt nach Cécile (Embrasse-moi!)
- 2017: Pour le réconfort
- 2017: Bonheur Académie
- 2017: Holly Weed (Fernsehserie, 8 Folgen)
- 2018: Der Preis der Versuchung (Mademoiselle de Joncquières)
- 2018: Der Flohmarkt von Madame Claire (La dernière folie de Claire Darling)
- 2018: Our Struggles (Nos batailles)
- 2018: Roulez jeunesse
- 2019: Le jeu de l’amour et du hasard (Fernsehfilm)
- 2019: French Touch: Mixed Feelings
- 2019: Sibyl – Therapie zwecklos (Sibyl)
- 2019: Le dindon
- 2019: Die Verschwundene (Seules les bêtes)
- 2019: Auf dem falschen Dampfer (Temps de Chien!, Fernsehfilm)
- 2019: Une belle équipe
- 2020: Mein Liebhaber, der Esel & Ich (Antoinette dans les Cévennes)
- 2020: Die Rolle meines Lebens (Garçon chiffon)
- 2020: Louloute
- 2020: La Flamme (Fernsehserie, 5 Folgen)
- 2021: Julie – Eine Frau gibt nicht auf (À plein temps)
- 2021: Une femme du monde
- 2022: Haus der Lügen (L’origine du mal)
- 2022: Annie colère
- 2022: Reif für die Insel (Les Cyclades)
- 2023: Bonne conduite (Serial Driver)
- 2023: It’s Raining Men (Iris et les hommes)
- 2024: Mon Inséparable
- 2024: Ich lasse mir nichts mehr gefallen (Je ne me laisserai plus faire)